# Boomerang (Espagne)
Pour les articles homonymes, voir Boomerang (homonymie).
 (août 2020).
Si vous disposez d'ouvrages ou d'articles de référence ou si vous connaissez des sites web de qualité traitant du thème abordé ici, merci de compléter l'article en donnant les références utiles à sa vérifiabilité et en les liant à la section « Notes et références ».
Boomerang est une ancienne chaîne de télévision qui diffusait d'anciens et récents cartoons. Les cartoons diffusés étaient généralement des productions Hanna-Barbera. Il s'agissait de la chaîne de télévision sœur de Cartoon Network Espagne.

## Histoire
Ce n'est depuis 2004 que Boomerang a une version espagnole, lancée sur Digital+, devenu Canal+. La chaîne bénéficiait d'une version de décalage d'une heure, nommée Boomerang +1, comme ses déclinaisons françaises et américaines. Quelque temps avant sa disparition, Boomerang était devenue une chaîne qui visait un public plus jeune (enfants âgés de 3 à 6 ans), c'est donc à partir 1er septembre 2011 qu'elle fut remplacée par Cartoonito, une chaîne justement destinée à un public pré-scolaire.

## Identité visuelle

Logo de Boomerang du 18 novembre 2004 au 1er septembre 2011

## Programmation
- Animaniacs
- Atomic Betty[3]
- Baby Looney Tunes
- Caillou
- Calimero
- Casper : L'École de la peur
- Charlotte aux fraises
- Commandant Clark
- Cubix[4]
- Doraemon
- Droopy & Barney l'ours
- Firehouse Tales[5]
- Foster, la maison des amis imaginaires
- Garfield et ses amis
- Heidi
- Hong Kong Fou Fou
- Jim l'astronaute[6]
- Krypto le superchien
- La Panthère rose
- La Panthère rose et ses amis
- Le Laboratoire de Dexter[4]
- Les Aventures de Hello Kitty et ses amis
- Les Aventures de l'Ours Paddington
- Les Fous du volant
- Les Frères Koalas[5]
- Les Jumeaux Barjos[7]
- Les Mélodilous[5]
- Les Petits Einstein
- Oui-Oui
- Les Pierrafeu
- Les Supers Nanas
- Les Loonatics
- Looney Tunes
- Mama Mirabelle
- Marco
- Maya l'abeille
- Pixie et Dixie et Mr. Jinks
- Plouf Olly Plouf ![8]
- Robotboy[9]
- Rolie Polie Olie
- Pocoyó
- SamSam[9]
- Scooby-Doo
- Ruby Gloom[10]
- Time Squad[4]
- Titi et Grosminet mènent l'enquête[5]
- Toot & Puddle
- Tom et Jerry[5]
- Tom et Jerry Tales[5]
- Vic le Viking
- Yogi l'ours